# Jimmy Bannister
James „Jimmy” Bannister (ur. 20 września 1880, zm. 18 grudnia 1953) – angielski piłkarz, który występował na pozycji napastnika.
W 1902 został zawodnikiem Manchesteru City. W pierwszym sezonie zagrał w 21 meczach, zdobył 13 bramek i awansował z zespołem do Division One. W 1906 był jednym z siedemnastu piłkarzy, zawieszonych po próbie przekupstwa jednego z piłkarzy Aston Villi. W grudniu 1906 przeszedł do Manchesteru United, z którym zdobył mistrzostwo oraz Puchar Anglii.
W październiku 1909 przeszedł do Preston North End, a po zakończeniu sezonu 1911/1912, w którym klub spadł do Division Two, nie przedłużono z nim  kontraktu.

## Sukcesy
Manchester United
- Mistrzostwo Anglii (1): 1907/1908
- Puchar Anglii (1): 1908/1909